# Міжнародний Білль про права людини
Міжнародний Білль про права людини — неофіційна назва Загальної декларації прав людини (1948), Міжнародний пакт про громадянські і політичні права (1966) і Міжнародний пакт про економічні, соціальні й культурні права (1966), які, разом узяті, вважають авторитетним набором міжнародних стандартів прав людини. Ця назва підкреслює значну взаємопов'язаність цих трьох документів.
Міжнародний пакт про громадянські і політичні права — універсальний міжнародний договір, спрямований на забезпечення громадянських і політичних прав у світі.
Міжнародний пакт про економічні, соціальні та культурні права — універсальний міжнародний договір, спрямований на забезпечення економічних, соціальних та культурних прав у світі.